# Rio Sizandro
O Sizandro ou Sisandro é um rio português da região Oeste e do distrito de Lisboa que desagua no oceano Atlântico, junto à Praia Azul depois de um percurso de 40 km passando por, Pero Negro, Dois Portos, Runa e Torres Vedras. Nasce em Sapataria, no município de Sobral de Monte Agraço, e a área da sua bacia hidrográfica é de 336.6 Km2.